# 指定金融機関
指定金融機関（していきんゆうきかん）とは、地方自治法第235条および同施行令第168条に基づき、日本の地方公共団体が、会計管理者に代わって公金の収納、支払の事務を取り扱わせるために指定する金融機関のことである。議会の議決を経て1つの金融機関が指定される。1964年（昭和39年）の地方自治法等の改正法施行により、それまで政令で定めていた金庫制度における「本金庫」を、預金制度に改め法本則にその法的根拠を定める形で導入された。
なお本項目では以下、地方自治法を取り扱う際、条数のみで表す。
地方公共団体における出納事務は会計管理者がこれを司るのが建前であるが（第170条）、その分量が多く、また複雑多岐にわたるため、これを会計管理者の下ですべて処理することは事実上不可能に近いことから、現金の出納事務に熟達している金融機関をして当該事務を掌理させることとしたものである。

## 概要
指定金融機関は、都道府県では必ず指定しなければならず（施行令第168条第1項）、市町村（特別区を含む）では必要に応じて指定することができる（施行令第168条第2項）。市町村については、指定は任意とはいえ、公金取扱いの効率的運営と安全を図ることができる限り、積極的に指定金融機関等を指定して公金取扱いをさせる方が望ましいとされ、実際にほとんどの市町村で指定を行っている。指定の基準については特に法定されておらず、各自治体がそれぞれの地域の実情に応じて指定することになる。
指定を行うには当該自治体の議会の議決が必要であるが、どの金融機関を指定金融機関とするかの認否議決で足りるとされ（昭和26年＜1951年＞1月29日地自行発17号）、また本議案の発案権は長に専属し、議会に修正権を認めたものではないと解される（昭和29年＜1954年＞5月28日自丁行発82号）。議決後、当該自治体と金融機関との間で具体的な契約を締結することにより、指定の効力が発生する。
住民の利便等の点から当該地方公共団体の行政区域内に店舗を有する金融機関を指定するのが適当であるとされるが、必須要件ではない（昭和38年＜1963年＞12月19日自治丁行発93号）。指定される金融機関は銀行であることが多いが、地方の市町村では区域内に銀行店舗が無いなどの事情で、古くから当地に存在する信用金庫や農業協同組合（信連ないしは地域農協の信用事業部門。いわゆるJAバンク）、労働金庫及び信用協同組合を指定することもありうる。
1つの地方公共団体が指定する指定金融機関は1つに限られる（施行令第168条第1項及び第2項）。一般会計並びに特別会計ごとに指定金融機関を設けることも認められない（昭和32年＜1957年＞12月27日自丁発234号）。かつての本金庫制度でも同様であったが、法令に規定されていない故をもって複数の本金庫を事実上指定していた事例があったので、指定金融機関の制度導入時に「一の金融機関」と明定された。複数の金融機関を1～5年交替で輪番指定することも差し支えないが、半年のごとき短期での交替制は認められない（昭和38年＜1963年＞12月19日自治丁行発93号）。
地方公共団体の長は、必要があると認める場合、指定金融機関に対し指定金融機関が取り扱う業務の一部を、地方公共団体の長が指定する金融機関に行わさせることが出来る。この金融機関のうち収納及び支払いの業務を行うものを指定代理金融機関という（施行令第168条第3項）。一方で収納業務のみを行う金融機関（ゆうちょ銀行および代理店業務を行う郵便局の貯金窓口含む）は収納代理金融機関という（施行令第168条第4項）。指定金融機関は自らの行う公金の収納及び支払い事務のほか、指定代理金融機関の行う収納及び支払い事務と収納代理金融機関の行う収納事務一切を総括することが求められる（施行令第168条の2第1項）。地方公共団体が指定金融機関に当該団体の公金の収納事務及び支払い事務の一切を総括（取りまとめ）させることにより、指定金融機関に設けられた当該地方自治体の公金口座の入出金は一元管理される。指定金融機関は、自らの公金取扱業務はもとより指定代理金融機関や収納代理金融機関が行う同業務についても、当該自治体への責任を有することとされる（施行令第168条の2第第2項）。
公金の収納の取り扱いは、地方公共団体ごとに定められた指定金融機関・指定代理金融機関・収納代理金融機関に限定されるが、その地方公共団体の区域内に店舗がある金融機関のほとんどを該当させることで、納付者は税や保険料などを自宅近隣の金融機関で納付書や口座振替により支払うことができ、利便性が確保されている。しかし、納付者が遠隔地に居住している場合には、近隣の金融機関では取り扱いが無いことがあり、不便を被ることがある。
一方、公金の支払いは、指定金融機関または指定代理金融機関から全国銀行データ通信システムを通じて振込ができればよく、振込先の金融機関は限定されない。
なお、指定金融機関を指定しなかった市町村は、収納事務取扱金融機関を指定することで住民サービスを低下させないようにすることもできるため（施行令第168条第5項）、規模の小さい町村では収納事務取扱金融機関を選択していることがある。
地方独立行政法人（および、国立大学法人・公立大学法人）の出納業務を手掛ける金融機関を「指定金融機関」と称するが、本稿で説明する指定金融機関とは法的根拠は異なる。

## 店舗
指定金融機関には地方公共団体の預金口座が置かれて、公金の決済が行われる。本庁舎周辺の店舗（都道府県であれば「県庁前支店」など）の口座であるのが一般的で、納付書に「取りまとめ店　〇〇銀行〇〇支店」などの表記がされることもある。

### 庁舎内支店・出張所
収納や事務の便宜を図るため、都道府県や大規模な市の本庁舎内には、指定金融機関の店舗（支店または出張所）があることが多い。例えば、東京都庁第一本庁舎のみずほ銀行東京中央支店東京都庁出張所、大阪府庁本館のりそな銀行大手支店、横浜市役所内の横浜銀行横浜市庁支店などがある。このような店舗では、庁舎外の店舗と同様に公金に限らず各種銀行業務を取り扱っている。
近年では、地方部の支店を、市庁舎や町村役場（あるいは、合併前の市庁舎や町村役場に相当する分庁舎や支所などを含む）内に、銀行店舗を移設するケースもある（大仙市の指定金融機関である秋田銀行の刈和野支店・協和支店は、合併前の西仙北町役場である、大仙市西仙北支所庁舎内に移転している）。

### 庁舎内派出
小規模な市や町村では、本庁舎内に店舗は無く、公金の出納のみを行う「派出」の形で行員が派遣される形態となる。なお、庁舎内に派出を置くことは制度上必須ではなく、2020年（令和2年）3月末で本庁舎の派出を閉鎖した室蘭市（北海道）、指定金融機関の派出撤退に伴って指定代理金融機関の派出を置いた期間が過去にある庄内町（山形県）や瀬戸市（愛知県）のような例もある。

## ゆうちょ銀行の扱い
ゆうちょ銀行は銀行法上の銀行であって金融機関であるが、2007年（平成15年）10月の郵政民営化により発足した経緯から指定金融機関制度において特別な扱いがされており、ゆうちょ銀行を指定金融機関にすることはできない。わずかな例外として、区域内にゆうちょ銀行以外の金融機関店舗が無い市町村のみ、ゆうちょ銀行を指定金融機関にすることができる。
郵政民営化当初は、ゆうちょ銀行を指定金融機関にすることは一切できなかったが、民主党政権による郵政民営化見直しにより変更された。なお、収納代理金融機関にすることは、郵政民営化当初から可能である。
郵政民営化前の段階では、郵便局における地方自治体の公金収納の取り扱いは、郵便振替法第58条以下に規定が設けられており、民間金融機関とは位置付けが異なっていた。郵政民営化により郵便振替法が廃止されると、民営化後のゆうちょ銀行は収納代理金融機関の扱いとなって、制度上は民間金融機関と同じ位置付けにされている。但し、事務処理上は民営化前の扱いを引き継いでおり、ゆうちょ銀行で扱うことができる納付書には「公」の文字を四角や丸で囲んだ表示（カク公、マル公）がされているが、納付の取り扱いが出来るのは基本的に各エリア本部の管内に限定されている。

## 新しい収納方法との関係
公金収納は、指定金融機関・収納代理金融機関での納付書や口座振替が方法とされてきたが、2000年以降になると、新しい収納方法が加わるようになった。

### Pay-easy
Pay-easy（ペイジー）は、インターネットバンキングか現金自動預け払い機（ATM）を利用した納付ができる。Pay-easyで納付するためには、地方公共団体がPay-easyに対応し、納付に必要な番号が納付書などにより通知されている必要がある。また、指定金融機関・収納代理金融機関の制度内での利用となるため、Pay-easyに加盟している金融機関であっても、その金融機関で扱うことができるのは指定金融機関・収納代理金融機関になっている地方公共団体への納付に限られる。ただし、一部自治体では決済代行会社を介した「私人への収納事務の委託」（地方自治法施行令第158条の2など）によるPay-easy納付（エフレジの「F-REGI 公金支払い」）を導入しており、この場合はシステム利用料が必要だが、金融機関は指定金融機関・収納代理金融機関に限定されない。

### コンビニ収納
いわゆるコンビニ収納は、納付書をコンビニエンスストア（コンビニ）の店頭へ持参して納付する。コンビニは金融機関よりも営業時間が長く、レジで店員に納付書を渡してバーコードを読み取ればすぐに納付ができるため、利便性が高い。指定金融機関・収納代理金融機関とは別に、「指定納付受託者制度」もしくは「私人への収納事務の委託」による納付となるため、地域的な制約は無く全国のコンビニで納付ができる。コンビニに限定した制度ではなく、一部のスーパーマーケット、ドラッグストア、信用金庫、信用組合でもコンビニと同様に納付を取り扱っている（しんきん情報サービスMMK設置店）。また、コンビニ店頭では紙の納付書を使うものの、レジで記録した収納情報はデータとして送信されて地方公共団体で受信するようになっており、納付書のうちの一片（納入済通知書（ズミツウ））を紙で地方公共団体に送るという指定金融機関・収納代理金融機関の扱いとは違いがある。一方、「私人への収納事務の委託」は収納の種類ごとに個別の規定（地方税は地方自治法施行令第158条の2、国民健康保険料は国民健康保険法第80条の2など）を必要とするため、根拠規定が無いとコンビニ収納はできず、寄付金であるふるさと納税は2008年（平成20年）の制度開始から2011年（平成23年）12月の地方自治法施行令改正までコンビニ収納ができない状況も生じた。2022年（令和4年）に導入された「指定納付受託者制度」では、対象を単に「歳入」（歳入歳出外現金を含む）と広く規定することで、「私人への収納事務の委託」のような個別の規定は不要とされた。さらに、2024年（令和6年）4月には「指定公金事務取扱者制度」（地方自治法第243条の2）が導入され、収納種類ごとの個別規定が無くても公金事務の私人への委託が可能となる予定である。

### クレジットカード
クレジットカードによる納付は、2006年（平成18年）に指定代理納付者による納付（令和4年＜2022年＞改正前の地方自治法第231条の2第6項）として制度化され、2020年（令和4年）からは指定納付受託者制度（地方自治法第231条の2の2）に移行した。インターネットを利用した納付であるのはPay-easyのインターネットバンキング利用と類似するが、違いは手数料の水準にあり、その額はPay-easyよりも格段に高い。通常は、公金収納で収納手数料を負担するのは地方公共団体側で、納付する側は負担しないが、クレジットカード納付に限っては、総務省の通知で「納税者がクレジットカードを利用した地方税等の納付を行うことを選択することにより必要となる手数料については、仮に、地方団体が負担するとしても、他の収納手段における手数料との均衡を保つことが必要であり、それを超える部分は、当該選択を行った納税者本人が負担すべき性格のものであると考えられる。」として、納付者負担を容認している。

### モバイルアプリ
モバイルレジ（NTTデータ）、PayB、J-Coin Pay、au Pay、PayPay、楽天Payなど、スマートフォンのアプリで納付書のバーコードを読み取って納付する。当初はコンビニ収納と同じ「私人への収納事務の委託」もしくはクレジットカードと同じ「指定代理納付者による納付」に該当するとされたが、いずれもモバイルアプリを利用した納付やポイントによる支払を予定したものではないことから、令和4年に指定納付受託者制度を導入して明確化された。

### 地方税共通納税システム・地方税統一QRコード
2019年（平成31年）4月に地方税法に基づく地方税共同機構が設立され、全ての地方公共団体の「特定徴収金」の収納の事務を行うことになった（地方税法第747条の6第1項）。また、特定徴収金の収納事務は、機構が委託する「特定金融機関等」（地方税法第747条の6第3項）と機構が指定する「機構指定納付受託者」（地方税法第747条の8第1項）が扱うこととされ、全ての地方公共団体の地方税を「地方税共通納税システム」（2019年＜令和元年＞10月開始）や「地方税統一QRコード（eL-QR）」（2023年＜令和5年＞4月開始）を用いて納付できる仕組みが整備された。従前の指定金融機関や指定納付受託者などは地方公共団体ごとの指定だったのに対し、地方税共同機構を介する制度設計がされたことにより、機構が委託する特定金融機関等と機構が指定する機構指定納付受託者から全ての地方公共団体への納付が可能になった。なお、地方税法に基づくもので、特定徴収金は「地方税に係る地方団体の徴収金」（地方税法第747条の6第2項）とされているため、地方税以外の地方公共団体の歳入は対象とならない。

## 手数料問題
指定金融機関をめぐる手数料の問題とは、指定金融機関としての業務を金融機関が行うために生じる費用に対して、地方公共団体が支払う手数料の額が釣り合わず、不採算となっていることを指す。
例えば、指定金融機関が納付書や口座振替による収納を行っても、地方公共団体が支払う手数料は無料か1枚（件）当たり10円以下であるのが一般的という状況が続き、このような手数料では収納手数料部分だけを見れば明らかに採算割れの状態になる。
この問題の端緒は、指定金融機関の制度が設けられた1964年（昭和39年）の契約書において、経費はすべて金融機関側の負担にすると明記したことにあるとされている。
かつては、地方公共団体の指定金融機関になることは、地域における信用力を補完し、またコストをかけずとも、巨額の公金預金や地方債引受が確保できることなどから、各金融機関とも指定獲得競争を展開した。2000年（平成12年）以降になっても、岐阜県のように指定金融機関を巡って地域銀行間が競争をする事例や（大垣共立銀行#岐阜県指定金融機関論争）、北九州市のように2行輪番制としていたところにさらに2行が参加して4行輪番制となる事例、長久手市（愛知県）のように他の金融機関よりも手数料を値引きして新たに指定金融機関となることを希望する金融機関が現れた事例もある。また、福岡県では、1998年（平成10年）に麻生渡知事（当時）が、指定金融機関である福岡銀行から政治献金を受けて問題になったことがある。
しかし、1990年代以降の金融自由化の流れの中、公金預金や地方債引受は複数の金融機関による金利競争が常態化し、指定金融機関業務はかつてほどの利益的な旨みをもたらさず、収納業務等でコストばかり掛かるとして、各銀行で業務見直しが進められた。
都道府県の9割・全地方公共団体の6割にて指定金融機関を受託している地方銀行は、収納代行・出納事務で全64行合計で年間1000億円の支出を余儀なくされており、完全な赤字である。これは、地方公共団体が金融機関に支払う各種の手数料が、無料か安価なものになっていることに原因がある。全国地方銀行協会は、2000年に「今後の地方公共団体との取引のあり方」（要望）をとりまとめて、見直しの必要性を指摘し、それ以降も地方公共団体5団体に対して手数料等の見直し（値上げ）を繰り返し要求するようになった。
もっとも、収納業務（基本的に指定金融機関は地方公共団体の庁舎に行員等を派遣しなければならない）等で、地方公共団体より手数料を徴求する動きはあるものの、実際に銀行が都道府県及び政令指定都市レベルの指定金融機関返上を行った事例はない（平成の大合併において、旧市町村の指定金融機関がその獲得に動かず、新設合併の結果、設定されずに事実上返上となった事例は多々ある）。

### 新しい収納方法との不均衡
コンビニ収納などの新しい収納方法の収納手数料は、コストに対して適正な額が設定された。そうすると、納付書や口座振替の無料または10円以下というような手数料水準と比べて相対的に高い額となり、結果として、新しい収納方法の導入には地方公共団体の財政負担が必要ということを意味した。
2009年（平成21年）にみずほ情報総研が実施した地方公共団体を対象とする調査でも、回答した地方公共団体のうち90.7％が「新しい公金収納方法の問題点」に手数料負担の増加を指摘している。このため、収納手数料の財政的な負担と住民の利便性向上を天秤にかけた判断を求められ、早期に対応した地方公共団体がある一方で、対応が進まない地方公共団体も見られることになった。

### 郵政民営化時の手数料格差議論
郵政民営化前、地方公共団体は郵便振替法に基づく収納手数料を郵便局に支払う必要があり、その額は指定金融機関や収納代理金融機関の場合の無料もしくは10円以下という相場より高かった。このため、郵政民営化で郵便振替法が廃止されてゆうちょ銀行が同一制度に収まることになると、地方公共団体側（全国市長会）は、他の金融機関と同等の手数料額に引き下げることを求め、社団法人全国地方銀行協会は、手数料額に格差があることは「差別的な取扱い」であるとして「事務処理コストに見合った適正な水準の経費負担」（値上げ）を求めるという展開になった。
しかし、この時は、ゆうちょ銀行側が「他の金融機関と同等の条件でサービスを提供していくことを基本に」各地方公共団体と個別協議するとして、値下げ（2008年4月から）で決着したため、「事務処理コストに見合った適正な水準の経費負担」という問題は将来に持ち越されることになった。

### マイナス金利政策の導入
マイナス金利政策が導入された2016年（平成28年）以降になると、中核市レベル以下の指定金融機関をめぐる動きが具体的なものとなった。大和総研は、公金事務の赤字を公金預貸取引の黒字で補填するビジネスモデルが崩壊に至り、経費負担見直し要請や公金取扱い業務辞退が相次いだとの分析を示している。

#### 三菱UFJ銀行の選別と撤退
朝日新聞が調査した結果によると、三菱UFJ銀行は、2017年（平成25年）から2019年（平成31年／令和元年）までの間に手数料等の値上げを要求し、要求が認められなかった大阪府・兵庫県の12市で市の指定金融機関を辞退した。
芦屋市（兵庫県）では、従来は三菱UFJ銀行と三井住友銀行の輪番制で、委託料70,200円/年、振替手数料5円/件、組戻手数料無料であった。三菱UFJ銀行は、委託料1500万円/年、振替手数料10円/件、組戻手数料800円/件を要求し、芦屋市はこれに応じず辞退となった。もう一方の三井住友銀行は、委託料400万円/年、振替手数料10円/件、組戻手数料600円/件の条件を提示し、芦屋市はこれを受け入れて、単独の指定金融機関となった。
摂津市（大阪府）では、従来は三菱UFJ銀行、りそな銀行、関西みらい銀行（当時・近畿大阪銀行）の3行による輪番制で、派出窓口業務事務手数料無し、庁舎内ATM維持管理手数料無し、振替手数料4円/件であった。三菱UFJ銀行は辞退し、残る2行は派出窓口業務事務手数料1080万円/年、庁舎内ATM維持管理手数料392万4千円/年、振替手数料10円/件の条件で継続となった。
河内長野市（大阪府）では、輪番制ではなく他に引き受ける金融機関も無かったため、三菱UFJ銀行の要求を受け入れ、2019年度から人件費1600万円/年、計装費400万円/年を新たに負担し、それに加えて2020年度からは口座振込手数料として自行宛て60円/件、他行宛て80円/件を負担することになった。
関西以外でも、所沢市（埼玉県）では、従来は三菱UFJ銀行と埼玉りそな銀行の輪番制で、派出事務手数料170万円/年であった。三菱UFJ銀行は、派出事務手数料3000万円/年、振込手数料1000万円/年、ATM手数料400万円/年、口座振替手数料30万円/年、窓口収納手数料10万円/年、合計4840万円/年を要求し、所沢市は受け入れず、埼玉りそな銀行の単独となった。埼玉りそな銀行も手数料値上げを要求しているが、実際に値上げをするには至らなかった。
また、三菱UFJ銀行は、収納代理金融機関となっている自治体のうち約半数、収納件数ベースで約1割にあたる約200自治体に対して、2021年（令和3年）4月から紙の納付書による収納の手数料を300円/件とするよう要求し、これに応じない自治体との契約を打ち切ることを通告した。交渉の結果、約200自治体のほぼ全てとなる194自治体が要求を拒み、収納代理金融機関としての納付書の扱いが打ち切り（手数料納付者負担により、他行へ代金取立の手続きを行う方式）となった。ただし、三菱UFJ銀行側は口座振替のみ継続することを容認しており、多くの自治体もそれを受け入れたが、納付書と口座振替をセットで扱うことを条件として口座振替も含めた打ち切りに至ったのは10自治体となった。これらを受けて、三菱UFJ銀行では、2020年12月14日に、「一部自治体さまとの『税公金取扱い』終了に関するお知らせ 」を発表し、2021年（令和3年）3月31日で取扱いを終了する自治体および一部事務組合のリストを発表している。
一方で、政令市の京都市では、5年ごとに指定金融機関を公募して指定金融機関選定委員会が選定するという形をとっているが、2021年（令和3年）4月から2026年（令和8年）3月までの期間に対する公募で、三菱UFJ銀行のみが応募し、公金支払手数料無料、公金収納手数料無料、区役所・支所の会計窓口業務（職員の派出等）無料などの条件を提示して選定されており、地方公共団体によって対応を異にしている。長刀鉾町にある京都支店は三菱UFJ銀行の中で最大の支店であり支店長は「出世の登竜門」とされること、京都市に本社を構える大企業（ニデック、京セラ、オムロン、島津製作所等）が揃って三菱UFJ銀行をメインバンクにしていること等、人的ネットワークの結びつきが特に重視される京都財界の事情が絡んでいる。

#### 他行への波及
地方公共団体に手数料負担を強く迫る動きは、三菱UFJ銀行以外にも広がりを見せている。
東京23区（特別区）では、指定金融機関のみずほ銀行が2018年（平成30年）8月に派出業務の有償化を求めた。協議の結果、2021年（令和3年）４月から各区が900万円/年を支払うことになった。
大東市（大阪府）では、指定金融機関のりそな銀行から3800万円/年の手数料を要求され、他に引き受ける金融機関も現れず、りそな銀行との協議の結果、2019年度は1765万5千円、2020年度は2935万9千円を予算化した。
株式会社商工組合中央金庫でも、支店所在都道府県や市の収納代理金融機関の業務を返上して、口座振替取りやめおよび窓口収納への手数料徴収（代金取立扱）とする動きが出ている。

### 規制改革推進会議の介入
新型コロナウイルス感染症が世界を揺るがした2020年（令和2年）、同年10月22日開催の規制改革推進会議の投資等ワーキンググループで「地方税等の収納効率化・電子化に向けた取組み」が議題とされた。出席した河野太郎行政改革担当大臣は、地方税の電子納付について、「電子化・効率化が進まないなら全銀協さんに音頭を取ってもらって、手数料を取るぞと言っていただければスピードアップできるのではないか」と発言し、金融機関を後押しした。同年12月に規制改革推進会議が取りまとめた「当面の規制改革の実施事項」にも、地方税等の収納の経費負担が明記された。
この後、規制改革推進会議の投資等ワーキンググループは、2021年（令和3年）2月21日の会議で地方税等の収納を再び議題として、河野太郎行政改革担当大臣が「こういうことがあると分かっていて放っておいた総務省の罪は非常に重いと思います」と述べて総務省に積極的な対応を求めた。また、一般社団法人全国銀行協会は、2021年3月16日に「税・公金収納業務に関するコスト・手数料に係る調査結果報告書」を公表し、窓口収納のコストが平均値401.39円／件、中央値296.80円／件、それに対する手数料が平均値8.88円／件、中央値0円／件であったとして、地方公共団体が支払う手数料が非常に低廉であることを具体的に示した。さらに、一般社団法人全国銀行協会や一般社団法人全国地方銀行協会など８者は、連名で総務大臣宛に地方公共団体への働きかけを求める文書を提出した。
規制改革推進会議は、2021年（令和3年）6月1日、菅義偉内閣総理大臣（当時）宛の「規制改革推進に関する答申～デジタル社会に向けた規制改革の「実現」～」で、「一部の地方公共団体が窓口収納事務に関する経費を負担していないことが、地方税等の収納効率化・電子化に向けた阻害要因となっているとの指摘もあり、速やかな見直しなどが求められる」として、経費負担の見直しを求めた。
2021年（令和3年）6月18日、菅義偉内閣が閣議決定した同年の規制改革実施計画では、「総務省は、地方公共団体と指定金融機関等の収納業務の効率化・電子化を進める観点から、経費負担の見直しなど、地方公共団体に対応を促す」「金融庁は、業界団体の要望を踏まえ、地方公共団体と指定金融機関等の経費負担の課題を明確にし、規制所管府省と調整を行う」と明記され、全国的な手数料見直しの流れは確実なものとなった。

### 銀行間手数料の見直し
2020年（令和2年）4月21日、公正取引委員会が独占禁止法上及び競争政策上の論点整理の結果として「フィンテックを活用した金融サービスの向上に向けた競争政策上の課題について」を発表し、振込を送金する銀行（仕向銀行）から受け取る銀行（被仕向銀行）へ支払う銀行間手数料が40年以上にわたって3万円未満で117円、3万円以上で162円に設定され固定化していることに関して、「事務コストを大きく上回る銀行間手数料の水準が維持されている現状の是正に向けて取り組むべきである」との考え方が示された。
さらに、2020年7月17日に閣議決定された「成長戦略実行計画」では、振込手数料の負担がキャッシュレス決済普及の障害であるとして、「振込手数料の背景にあるコストの相当部分を占め、40年以上不変である銀行間手数料につき、その見直しを図る」と明記された。
このような流れを受けて、一般社団法人全国銀行協会は2021年（令和3年）3月18日、同年10月から銀行間手数料を一律62円に引き下げることを明らかにした。ここで同時に示されたのが、自治体が依頼人である振込について銀行間手数料をこれまで無料にしてきたことで、仕組みは一般の振込と変わらないことから、3年後の2024年10月に有料にするとされた。これにより⾃治体から銀行に支払う振込⼿数料も見直しが避けられなくなり、銀行間手数料が有料となるまでの3年間で自治体と銀行との交渉が行われる見込みとなった。全国銀行協会会長の記者会見では、「一般論になるが、取引条件の協議も、単に振込手数料の引上げのみを交渉するということではなく、税・公金収納業務の合理化など、自治体における銀行取引や、関連する自治体内部の非効率事務のIT化支援を行いながら振込手数料や収納等に関する事務取扱手数料について適正な対価を求めていくということも考えられる」との説明がされた。

### 令和4年総務省通知の発出
2022年（令和4年）3月29日、総務省は地方公共団体宛の通知「指定金融機関等に取り扱わせている公金収納等事務に要する経費の取扱い等について（通知）」を発出し、デジタル化による効率化・合理化を推進することと併せて「現時点における公金収納等事務についての適正な経費負担となるような見直し」を行うように地方公共団体に求めた。また、この通知の内容が総務省から一般社団法人全国銀行協会を通じて全国の金融機関にも周知されることが通知の中で明記された。

## コンサルティング業務
指定金融機関業務が金融機関側にとってかつてほどのうまみを見いだせない中、企業誘致を進めたい自治体と、企業側とのマッチングや支援を指定金融機関が担う例がある。誘致につながれば、土地や建物にかかる資金の融資という大型ビジネスにつながり、指定金融機関のネットワークを収益化することができる。
埼玉県及び同県内64自治体中61で指定金融機関となっている埼玉りそな銀行では、2000年代に県庁内に設置された企業誘致に関する部署に支店長経験者クラスのOBが採用された。現在の本庁及び企業立地課には埼玉りそなからの出向者・OBが複数在籍している。企業誘致の計画段階から銀行が自治体に入り込み、取引先を誘致することが埼玉りそなの役割である。この効果で、埼玉県は2000年代以降多くの年で企業誘致数で全国トップとなっている。誘致の一例として、2020年（令和2年）11月には、出版大手のKADOKAWAが本社機能の一部を東京から所沢・サクラタウンに移転した。

## 指定金融機関の一覧
昭和時代前期の一県一行主義に由来する地方銀行を指定金融機関としているところが多く、一般社団法人全国地方銀行協会の調査（2020年3月末現在）によると地方公共団体のうち地方銀行が指定金融機関である割合は、都道府県が87.2％、市区町村が53.4％となっている。また、大和総研が総務省「地方自治月報」の元データ（調査基準日2021年4月1日）を情報開示請求で入手して分析した結果では、小規模自治体ほど信用金庫・信用組合・系統金融機関（農協・漁協）の割合が高くなり、特に町村部で顕著との傾向が明らかになっている。

### 都道府県
| 県名     | 金融機関名                                 | 県名     | 金融機関名                                            |
| -------- | ------------------------------------------ | -------- | ----------------------------------------------------- |
| 北海道   | 北洋銀行 （北海道拓殖銀行から移行）        | 滋賀県   | 滋賀銀行                                              |
| 青森県   | 青森みちのく銀行 （旧・青森銀行）          | 京都府   | 京都銀行                                              |
| 岩手県   | 岩手銀行                                   | 大阪府   | りそな銀行 （旧・大和銀行）                           |
| 宮城県   | 七十七銀行                                 | 兵庫県   | 三井住友銀行 （旧・神戸銀行→太陽神戸銀行→さくら銀行） |
| 秋田県   | 秋田銀行                                   | 奈良県   | 南都銀行                                              |
| 山形県   | 山形銀行                                   | 和歌山県 | 紀陽銀行                                              |
| 福島県   | 東邦銀行                                   | 鳥取県   | 山陰合同銀行                                          |
| 茨城県   | 常陽銀行                                   | 島根県   | 山陰合同銀行                                          |
| 栃木県   | 足利銀行                                   | 岡山県   | 中国銀行                                              |
| 群馬県   | 群馬銀行                                   | 広島県   | 広島銀行                                              |
| 埼玉県   | 埼玉りそな銀行 （旧・埼玉銀行→あさひ銀行） | 山口県   | 山口銀行                                              |
| 千葉県   | 千葉銀行                                   | 徳島県   | 阿波銀行                                              |
| 東京都   | みずほ銀行 （旧・富士銀行）                | 香川県   | 百十四銀行                                            |
| 神奈川県 | 横浜銀行                                   | 愛媛県   | 伊予銀行                                              |
| 新潟県   | 第四北越銀行 （旧・第四銀行）              | 高知県   | 四国銀行                                              |
| 富山県   | 北陸銀行                                   | 福岡県   | 福岡銀行                                              |
| 石川県   | 北國銀行                                   | 佐賀県   | 佐賀銀行                                              |
| 福井県   | 福井銀行                                   | 長崎県   | 十八親和銀行 （旧・親和銀行）                         |
| 山梨県   | 山梨中央銀行                               | 熊本県   | 肥後銀行                                              |
| 長野県   | 八十二銀行                                 | 大分県   | 大分銀行                                              |
| 岐阜県   | 十六銀行                                   | 宮崎県   | 宮崎銀行                                              |
| 静岡県   | 静岡銀行                                   | 鹿児島県 | 鹿児島銀行                                            |
| 愛知県   | 三菱UFJ銀行 （旧・東海銀行→UFJ銀行）       | 沖縄県   | 沖縄銀行                                              |
| 三重県   | 百五銀行                                   | 沖縄県   | 琉球銀行                                              |

- 沖縄県は2行による輪番制である。輪番に当たらない年は、指定代理金融機関となる。

### 政令指定都市
| 市名       | 金融機関名                                                                              |
| ---------- | --------------------------------------------------------------------------------------- |
| 札幌市     | 北洋銀行 （北海道拓殖銀行から移行）                                                     |
| 仙台市     | 七十七銀行                                                                              |
| さいたま市 | 埼玉りそな銀行 （旧・埼玉銀行→あさひ銀行）                                              |
| 千葉市     | 千葉銀行                                                                                |
| 横浜市     | 横浜銀行                                                                                |
| 川崎市     | 横浜銀行                                                                                |
| 相模原市   | 横浜銀行                                                                                |
| 新潟市     | 第四北越銀行 （旧・第四銀行）                                                           |
| 静岡市     | 静岡銀行 （西暦の奇数年度）                                                             |
| 静岡市     | 清水銀行 （西暦の偶数年度）                                                             |
| 浜松市     | 静岡銀行                                                                                |
| 名古屋市   | 三菱UFJ銀行 （旧・東海銀行→UFJ銀行）                                                    |
| 京都市     | 三菱UFJ銀行 （旧・三和銀行→UFJ銀行）                                                    |
| 大阪市     | みずほ銀行 （旧・富士銀行、2022年6月~2023年5月予定）                                    |
| 大阪市     | りそな銀行 （旧・大和銀行、2019年6月~2020年5月）                                        |
| 大阪市     | 三菱UFJ銀行 （旧・三和銀行→UFJ銀行、2020年6月~2021年5月）                               |
| 大阪市     | 三井住友銀行 （旧・住友銀行、2021年6月~2022年5月）                                      |
| 堺市       | 三菱UFJ銀行 （旧・三和銀行→UFJ銀行）                                                    |
| 神戸市     | 三井住友銀行 （旧・神戸銀行→太陽神戸銀行→さくら銀行）                                   |
| 岡山市     | 中国銀行                                                                                |
| 広島市     | 広島銀行                                                                                |
| 北九州市   | みずほ銀行 （旧・富士銀行、2013年度までの西暦の奇数年度、2016年度、2020年度、2024年度） |
| 北九州市   | 福岡銀行 （2014年度までの西暦の偶数年度、2018年度、2022年度、2026年度）                 |
| 北九州市   | 西日本シティ銀行 （2015年度、2019年度、2023年度）                                       |
| 北九州市   | 北九州銀行 （2017年度、2021年度、2025年度）                                             |
| 福岡市     | 福岡銀行                                                                                |
| 熊本市     | 肥後銀行                                                                                |

- 静岡市は2行、大阪市・北九州市は4行による輪番制である。輪番に当たらない年は、指定代理金融機関となる。

### 中核市
都道府県と政令指定都市の指定金融機関はすべて銀行となっているのに対し、中核市以下の市町村の中には、銀行ではなく信用金庫や農業協同組合などを指定金融機関にするところがある。域内に銀行の店舗が無い小規模な市町村に多いが、中核市であっても旭川市（北海道）や岡崎市（愛知県）のように信用金庫を指定している例もある。また、県庁所在地の市では県と市とで指定を一致させる例が多いが、岐阜市や鳥取市のように異なっている例もある。
| 市名     | 金融機関名                                                | 市名     | 金融機関名                                               |
| -------- | --------------------------------------------------------- | -------- | -------------------------------------------------------- |
| 旭川市   | 旭川信用金庫                                              | 豊中市   | 三井住友銀行 （旧・住友銀行）                            |
| 函館市   | 北洋銀行 （北海道拓殖銀行から移行）                       | 豊中市   | りそな銀行 （旧・大和銀行）                              |
| 青森市   | 青森みちのく銀行                                          | 豊中市   | 池田泉州銀行 （旧・池田銀行）                            |
| 八戸市   | 青森みちのく銀行                                          | 豊中市   | 北おおさか信用金庫 （旧・水都信用金庫→摂津水都信用金庫） |
| 盛岡市   | 岩手銀行                                                  | 吹田市   | りそな銀行 （旧・大和銀行）                              |
| 秋田市   | 秋田銀行                                                  | 吹田市   | 三井住友銀行 （旧・住友銀行）                            |
| 山形市   | 山形銀行                                                  | 吹田市   | 北おおさか信用金庫 （旧・摂津信用金庫→摂津水都信用金庫） |
| 郡山市   | 東邦銀行                                                  | 枚方市   | りそな銀行 （旧・大和銀行）                              |
| いわき市 | 東邦銀行                                                  | 八尾市   | りそな銀行 （旧・大和銀行）                              |
| 福島市   | 東邦銀行                                                  | 寝屋川市 | りそな銀行 （旧・大和銀行）                              |
| 水戸市   | 常陽銀行                                                  | 東大阪市 | りそな銀行 （旧・大和銀行）                              |
| 宇都宮市 | 足利銀行                                                  | 姫路市   | 三井住友銀行 （旧・神戸銀行→太陽神戸銀行→さくら銀行）    |
| 前橋市   | 群馬銀行                                                  | 尼崎市   | 三井住友銀行 （旧・神戸銀行→太陽神戸銀行→さくら銀行）    |
| 高崎市   | 群馬銀行                                                  | 西宮市   | 三井住友銀行 （旧・神戸銀行→太陽神戸銀行→さくら銀行）    |
| 川越市   | 埼玉りそな銀行 （旧・埼玉銀行→あさひ銀行）                | 明石市   | 三井住友銀行 （旧・神戸銀行→太陽神戸銀行→さくら銀行）    |
| 越谷市   | 埼玉りそな銀行 （旧・埼玉銀行→あさひ銀行）                | 奈良市   | 南都銀行                                                 |
| 川口市   | 埼玉りそな銀行 （旧・埼玉銀行→あさひ銀行）                | 和歌山市 | 紀陽銀行                                                 |
| 船橋市   | 千葉銀行                                                  | 鳥取市   | 鳥取銀行                                                 |
| 柏市     | 千葉銀行                                                  | 松江市   | 山陰合同銀行                                             |
| 八王子市 | みずほ銀行 （旧・富士銀行）                               | 倉敷市   | 中国銀行                                                 |
| 横須賀市 | 横浜銀行                                                  | 福山市   | 中国銀行 （西暦の偶数年度）                              |
| 横須賀市 | スルガ銀行                                                | 福山市   | 広島銀行 （西暦の奇数年度）                              |
| 横須賀市 | りそな銀行 （旧・あさひ銀行）                             | 呉市     | 広島銀行                                                 |
| 富山市   | 北陸銀行                                                  | 下関市   | 山口銀行                                                 |
| 金沢市   | 北國銀行                                                  | 高松市   | 百十四銀行                                               |
| 福井市   | 福井銀行                                                  | 松山市   | 伊予銀行                                                 |
| 甲府市   | 山梨中央銀行                                              | 高知市   | 四国銀行                                                 |
| 長野市   | 八十二銀行                                                | 久留米市 | 福岡銀行                                                 |
| 松本市   | 八十二銀行                                                | 長崎市   | 十八親和銀行                                             |
| 岐阜市   | 十六銀行                                                  | 佐世保市 | 十八親和銀行                                             |
| 豊田市   | 三菱UFJ銀行 （旧・東海銀行→UFJ銀行）                      | 大分市   | 大分銀行                                                 |
| 豊橋市   | 三菱UFJ銀行 （旧・東海銀行→UFJ銀行）                      | 宮崎市   | 宮崎銀行                                                 |
| 一宮市   | 三菱UFJ銀行 （旧・東海銀行→UFJ銀行）                      | 鹿児島市 | 鹿児島銀行                                               |
| 岡崎市   | 岡崎信用金庫                                              | 那覇市   | 琉球銀行                                                 |
| 大津市   | 滋賀銀行                                                  |          |                                                          |
| 高槻市   | りそな銀行 （旧・大和銀行、西暦の偶数年10月~奇数年9月）   |          |                                                          |
| 高槻市   | 三井住友銀行 （旧・住友銀行、西暦の奇数年10月~偶数年9月） |          |                                                          |

- 横須賀市、高槻市、豊中市、吹田市、福山市はそれぞれ各行による輪番制である。輪番に当たらない年は、指定代理金融機関となる。

### 施行時特例市
| 市名     | 金融機関名                                 | 市名     | 金融機関名                                                                       |
| -------- | ------------------------------------------ | -------- | -------------------------------------------------------------------------------- |
| つくば市 | 常陽銀行                                   | 長岡市   | 第四北越銀行 （旧・北越銀行）                                                    |
| 伊勢崎市 | 群馬銀行                                   | 上越市   | 第四北越銀行 （旧・第四銀行）                                                    |
| 太田市   | 群馬銀行                                   | 沼津市   | スルガ銀行                                                                       |
| 所沢市   | 埼玉りそな銀行 （旧・埼玉銀行→あさひ銀行） | 富士市   | 静岡銀行                                                                         |
| 草加市   | 埼玉りそな銀行 （旧・埼玉銀行→あさひ銀行） | 富士市   | スルガ銀行                                                                       |
| 春日部市 | 埼玉りそな銀行 （旧・埼玉銀行→あさひ銀行） | 富士市   | 清水銀行                                                                         |
| 熊谷市   | 埼玉りそな銀行 （旧・埼玉銀行→あさひ銀行） | 富士市   | 富士信用金庫                                                                     |
| 小田原市 | 横浜銀行                                   | 春日井市 | 大垣共立銀行                                                                     |
| 小田原市 | スルガ銀行                                 | 四日市市 | 三十三銀行 （旧・三重銀行）                                                      |
| 小田原市 | さがみ信用金庫                             | 茨木市   | 三井住友銀行 （西暦の偶数年度）                                                  |
| 大和市   | 横浜銀行                                   | 茨木市   | りそな銀行 （西暦の奇数年度）                                                    |
| 平塚市   | 横浜銀行                                   | 岸和田市 | 三井住友銀行 （旧・住友銀行。西暦の偶数年度）                                    |
| 平塚市   | スルガ銀行                                 | 岸和田市 | 池田泉州銀行 （旧・泉州銀行。西暦の奇数年度）                                    |
| 平塚市   | 平塚信用金庫                               | 加古川市 | 三井住友銀行 （旧・神戸銀行→太陽神戸銀行→さくら銀行）                            |
| 厚木市   | 横浜銀行                                   | 宝塚市   | 三井住友銀行 （旧・神戸銀行→太陽神戸銀行→さくら銀行。西暦の偶数年7月~奇数年6月） |
| 茅ヶ崎市 | 横浜銀行                                   | 宝塚市   | 池田泉州銀行 （旧・池田銀行。西暦の奇数年7月~偶数年6月）                         |
| 茅ヶ崎市 | スルガ銀行                                 | 佐賀市   | 佐賀銀行                                                                         |

- 小田原市、平塚市、茅ヶ崎市、富士市、茨木市、岸和田市、宝塚市はそれぞれ各行による輪番制である。輪番に当たらない年は、指定代理金融機関となる。

## 註釈
1. ↑  「指定」とあるが、行政実例ではその形式の如何にかかわらず、私法上の契約（一種の請負契約）と解される。
2. ↑  指定金融機関の指定議決についても、当該金融機関と直接の利害関係を有する議員については除斥の規定が適用される（第117条、昭和38年＜1963年＞10月31日自治丁行発71号）。議決が得られない場合、第176条・第177条（再議）の規定を適用する余地はない。従って、この場合、改めて議会を招集して新たに議案を提出し、又はその暇がないときは長において専決処分をする外はない（昭和25年＜1950年＞8月10日自行発166号）。
3. ↑  旧制度下では信用金庫を指定金融機関に指定することはできなかったが（昭和27年＜1952年＞4月24日付福島県総務部長宛、昭和30年＜1963年＞4月8日付愛知県総務部長宛）、昭和43年＜1968年＞6月の法改正により信用金庫も為替取引による送金事務を行い得ることになったので、信用金庫も指定金融機関となりうることとなった（昭和44年＜1969年＞5月8日自治行48号）。
4. ↑  1981年（昭和56年）の法改正により、労働金庫及び信用協同組合の業務範囲が拡大され、これらも指定金融機関となりうることとなった（昭和56年12月17日行政課決定）。
5. ↑  室蘭市では、指定金融機関である室蘭信用金庫から年250万円の手数料を求められ、手数料を負担せずに派出を閉鎖する判断をした。（室蘭市議会会議録、令和元年＜2019年＞12月10日室蘭市議会総務常任委員会）
6. ↑  庄内町（山形県）では、指定金融機関の庄内たがわ農業協同組合が2008年（平成20年）3月をもって派出を引き上げた。このときに庄内町は、指定金融機関は変更せず、新たに荘内銀行を指定代理金融機関にして、荘内銀行が派出を引き継いだ。この状況が続いた後、2019年（令和元年）に荘内銀行が手数料見直しと指定金融機関への移行を申し出て、協議の結果、2021年（令和3年）7月からは荘内銀行が指定金融機関になった。（庄内町議会会議録、平成19年12月17日・令和3年3月15日）
7. ↑  瀬戸市（愛知県）では、2011年（平成23年）に指定金融機関の三菱東京UFJ銀行が庁舎内派出所業務から撤退し、指定代理金融機関の瀬戸信用金庫が指定代理金融機関のままで派出所業務を引き継ぐという稀な形態になった。このねじれ現象は、2015年（平成27年）に瀬戸信用金庫が指定金融機関になることで解消された。（瀬戸市議会会議録、平成26年＜2014年＞12月5日本会議）
8. ↑  この制約は、「郵政民営化法等の一部を改正する等の法律の施行に伴う関係政令の整備等に関する政令」（平成24年＜2012年＞政令第202号）による改正後の「郵政民営化法等の施行に伴う関係政令の整備等に関する政令」（平成19年＜2007年＞政令第235号）第11条第2項により読み替えた後の地方自治法施行令第168条第2項による。
9. ↑  橋本賢治「郵政民営化法等改正法の成立　―郵政事業の見直しに決着―」『立法と調査』2012.9（No.332）、参議院
10. ↑  例として、東京都の公金のうち「Pay-easy」非対応の納付書の場合は山梨県を含む関東1都7県に所在するゆうちょ銀行本支店及び郵便局でしか取り扱わない。（東京都の公金が納付出来る金融機関一覧 - 東京都会計管理局）
11. ↑  公共料金等の窓口収納サービス（MMK設置店）株式会社しんきん情報サービス、2020年＜令和2年＞10月21日閲覧
12. ↑  平成18年（2006年）3月13日付け総務省自治税務局企画課長通知「クレジットカードを利用した地方税の納付について」（総税企第53号）
13. ↑  2000年（平成12年）3月20日の東京都議会財政委員会では、合併により同年4月からみずほ銀行が発足するのにあたって合併前の富士銀行（東京都の指定金融機関）の常務執行役員が参考人招致された。常務執行役員は手数料について、公金収納は窓口収納が無料、口座振替が8円で年間480万円強、公金支払いは電信扱振込41円で年間1億4900万円強であり、それに対する経費は概算で年間10億円から20億円であると述べている。（平成14年＜2002年＞ 東京都議会財政委員会速記録第7号）
14. 1 2  山本一吉「指定金融機関の今後について」『郵政研究所月報』2003.2、総務省郵政研究所、2003年
15. ↑  2000年（平成12年）3月20日の東京都議会財政委員会で、富士銀行（東京都の指定金融機関）の常務執行役員は「当然私どもの口座を通りまして、東京都様の、世界の国家予算に匹敵するような膨大な金額が流れるわけでございますので、その間における資金益ですとか、そういうものは私どもの方で収受させていただいておるという状況でございます。」「私どもとしては、採算が合わないから、指定金融機関業務という大事な業務をおりたいとか、放棄したいとか、そういうことは一切考えておりませんで、やはり指定金融機関という役割を担わせていただけるという我々の、先ほどのれんという言葉を使いましたけれども、銀行としての信用力を高めていただける、こういうもののトータルの判断として、いろいろなご相談をさせていただきたいというふうに考えております。」と述べている。（平成14年＜2002年＞ 東京都議会財政委員会速記録第7号）
16. ↑  和泉市（大阪府）では、2018年（平成30年）の時点でも、起債額のうち3分の2を指定金融機関2行（三井住友銀行と池田泉州銀行の輪番制）に割り当てている。指定金融機関からの借り入れ金利は1.47％、それ以外の入札による借り入れ金利は0.22％という金利差があり、市総務部長は「振り込み手数料や市金庫への人件費等の事務費など経費につきましても無料で行っていただいておりますが、その経費相当を勘案しての利率となりますことから、入札分とは差が生じております。」と説明している。（和泉市議会会議録、平成30年＜2018年＞12月12日本会議）
17. ↑  交野市（大阪府）では、2017年（平成29年）の時点でも、借り入れ額のうち3分の2を指定金融機関2行（りそな銀行と近畿大阪銀行（当時）の輪番制）に割り当て、その分は残り3分の1よりも高い利率になっているが、この割り当てをやめた場合は振込等の手数料が有料になるとの説明が市議会でなされている。（交野市議会会議録、平成29年＜2017年＞10月23日総務文教常任委員会）
18. ↑  指定金融機関の見直し経過について北九州市会計室、平成26年＜2014年＞5月16日、2020年＜令和2年＞9月29日閲覧
19. ↑  長久手市（愛知県）では、三菱UFJ銀行（有人店舗は市域内に無い）が指定金融機関で派出手数料561万6,000円だったところ、大垣共立銀行（市域内に有人店舗が有る）が半額免除の提案をした。（長久手市議会会議録、平成28年＜2016年＞9月6日の本会議）
20. ↑  1999年（平成11年）12月8日、福岡県議会における瀬川康之議員（日本共産党）の代表質問
21. ↑  丹羽由夏「地域金融機関と地方公共団体－指定金融機関業務の変化－」『農林金融』2005.9（第58巻第9号通巻715号）、農林中金総合研究所、2005年
22. ↑  栃木県の24市町、足利銀行の公金手数料で協議会日経電子版2023年3月8日付
23. ↑  社団法人全国地方銀行協会は、2007年（平成19年）に全国知事会、全国市長会、全国町村会、総務省への要望書で「地方公金の収納事務については、コンビニ収納、クレジットカード支払いの導入など収納の多様化が急速に進展しており、これら委託先には相応の経費負担がなされている」と指摘している（地方公共団体関係団体および総務省への「要望書」の提出、社団法人全国地方銀行協会、平成19年＜2007年＞8月2日、2020年10月21日閲覧）。
24. ↑  新宿区（東京都）では、コンビニ収納１件55円、Pay-easy１件60円、クレジットカード1件70円（クレジットカードは納付者側も別途手数料を負担）という金額が示されている。（新宿区議会会議録、令和2年＜2020年＞2月27日予算特別委員会）
25. ↑  公金収納方法の多様化に関する実態調査報告書みずほ情報総研、平成21年（2009年）3月、2020年（令和2年）10月21日閲覧
26. ↑  川崎市（神奈川県）では2003年（平成15年）の国民健康保険料を皮切りにコンビニ収納を順次導入した。（川崎市議会会議録、平成15年＜2003年＞9月11日の本会議）
27. ↑  横須賀市（神奈川県）では国民健康保険料などのコンビニ収納が2020年（令和2年）の開始となり、同じ神奈川県内の川崎市からは17年もの遅れとなった。（横須賀市議会会議録、平成31年＜2019年＞2月26日の本会議）
28. ↑  （株）ゆうちょ銀行における公金収納手数料の見直しに関する要望（全国市長会の主張 －要望－ H19.11）全国市長会、2020年10月2日閲覧
29. ↑  平成１９年９月郵政民営化に伴う地方公金の収納の制度変更に際しての意見書社団法人全国地方銀行協会、2020年10月2日閲覧
30. ↑  地方公共団体等とのお取引に係る公金収納料金の改定について（2008年03月28日）ゆうちょ銀行、2020年10月2日閲覧
31. ↑  鈴木文彦「公金事務手数料問題で迫られる　地域金融機関と地方自治体の連携関係の再構築」、『大和総研調査季報』、2022年秋季号（Vol.48）
32. 1 2  佐藤秀男、笠井哲也「銀行と自治体、「指定金」で溝　三菱UFJ、契約相次ぎ打ち切り」『朝日新聞』2020年7月3日付大阪朝刊、経済面
33. ↑  銀行、手数料安い「自治体指定金融機関」辞退の動き産経新聞2019年2月26日付
34. ↑  芦屋市議会会議録、令和元年（2019年）6月21日総務常任委員会
35. ↑  摂津市議会会議録、平成31年（2019年）3月15日総務建設常任委員会
36. ↑  河内長野市議会会議録、令和2年（2020年）3月19日予算常任委員会
37. ↑  所沢市議会会議録、平成30年（2018年）12月6日本会議
38. ↑  「自治体取引、採算で選別　三菱UFJが収納代行手数料上げ窓口での支払い対象」『日本経済新聞』2020年6月16日付電子版
39. ↑  「三菱UFJ銀行、194自治体の税公金収納を終了」『日本経済新聞』2020年12月17日付電子版
40. ↑  一部自治体さまとの『税公金取扱い』終了に関するお知らせ - 2020年12月14日三菱UFJ銀行（2021年2月5日閲覧）
41. ↑  【広報資料】京都市指定金融機関の選定に係る選定委員会からの答申について京都市、2020年9月29日閲覧
42. ↑  京都の主要企業で三菱UFJ銀行をメインバンクとしていないのは村田製作所（みずほ銀行）と任天堂（京都銀行）くらいである。もっとも両社ともサブバンクとしての三菱UFJ銀行との取引はある（週刊ダイヤモンド 2022年10月22日号）。
43. ↑  「世界を動かす大経済都市　京都大阪神戸」週刊ダイヤモンド2022年10月22日号 p.36~37
44. ↑  北区議会会議録、令和3年（2021年）3月3日企画総務委員会
45. ↑  大東市議会会議録、令和元年（2019年）12月5日街づくり委員会
46. ↑  決済サービス>公金等の収納業務終了について - 商工組合中央金庫（2021年2月5日閲覧）
47. ↑  規制改革推進会議 会議情報内閣府、2021年4月14日閲覧
48. ↑  「税・公金収納業務に関するコスト・手数料に係る調査結果報告書」について 一般社団法人全国銀行協会、2021年4月14日閲覧
49. ↑  地方税収納等の経費負担の見直しの促進等に係る要望について一般社団法人全国銀行協会、2021年4月14日閲覧
50. ↑  規制改革推進に関する答申～デジタル社会に向けた規制改革の「実現」～（令和3年6月1日規制改革推進会議）内閣府、2022年9月14日閲覧
51. ↑  規制改革実施計画（令和3年6月18日閣議決定）内閣府、2022年9月14日閲覧
52. ↑  フィンテックを活用した金融サービスの向上に向けた競争政策上の課題について公正取引委員会、2021年4月19日閲覧
53. ↑  成長戦略実行計画 内閣官房　成長戦略会議事務局、2021年4月19日閲覧
54. ↑  「送⾦｢⾃治体は無料｣常識崩れる 全銀協、24年から⼿数料」『日本経済新聞』2021年3月23日付電子版
55. ↑  三毛会長記者会見（三菱UFJ銀行頭取）令和3年＜2021年＞3月18日 一般社団法人全国銀行協会、2021年4月19日閲覧
56. ↑  指定金融機関制度の概要とその運用実態について自治行政局行政課長・自治税務局企画課長連名、総行行第85号・総税企第35号、令和4年3月29日
57. ↑  「埼玉VS千葉 勃発!ビジネス合戦」週刊ダイヤモンド2021年7月24日号 p.72~73
58. ↑  業務部公務室「税公金収納の効率化・電子化に向けて」『地銀協レポート』Vol.1、一般社団法人全国地方銀行協会、2021年
59. ↑  鈴木文彦「指定金融機関の分布地図からみる地域経済圏あるいは金融勢力圏」、大和総研、2022年10月3日、2022年11月7日閲覧
60. ↑  あさひ銀行が大和銀行に吸収合併(同時に、大和銀行がりそな銀行に改称)された際に、あさひ銀行の埼玉県店舗を分割の上、継承させたことで指定を受けた。
61. ↑  合併前は十八銀行との輪番制だった
62. ↑  “岐阜県の指定金融機関、25年度から十六銀　10年ぶり交代”. 2025年4月2日閲覧。
63. ↑  大阪市会2002年（平成14年）第1回定例会議案第55号「大阪市指定金融機関の指定について」による。
64. ↑  2015年度から4行による輪番に変更され、以後2026年度まで同様に4行輪番制となった。
65. ↑  1997年までは北海道拓殖銀行が指定されていた。
66. ↑  豊中市は三菱UFJ銀行（旧・三和銀行→UFJ銀行）が2019年（平成31年）に指定を辞退し、5行輪番制から4行輪番制に移行した（豊中市議会2019年＜平成31年＞3月15日の総務常任委員会会議録による）。
67. ↑  吹田市は三菱UFJ銀行（旧・三和銀行→UFJ銀行）が2019年7月末に指定を辞退し、4行輪番制から3行輪番制に移行した（吹田市議会2019年（平成31年）3月7日の予算常任委員会（財政総務分科会）会議録による）。
68. ↑  東大阪市は、三菱UFJ銀行とりそな銀行との輪番制であったが、三菱UFJ銀行が指定金融機関を辞退したため、りそな銀行単独となった。
69. ↑  1985年度以前は富士銀行が指定されていた。
70. ↑  明石市は2018年までは三菱UFJ銀行との輪番制であった。
71. ↑  指定金融機関の指定について（昭和39年4月1日告示第19号）による。
72. ↑  十八親和銀行の合併前は、長崎市は十八銀行を、佐世保市は親和銀行をそれぞれ指定していた。
73. ↑  所沢市は、埼玉りそな銀行（旧・埼玉銀行→あさひ銀行）と三菱UFJ銀行（旧・三菱銀行→東京三菱銀行）の2年交代による輪番制としていたが、三菱UFJ銀行が2019年（令和元年）7月10日以降の指定を辞退したため、以降は埼玉りそな銀行の単独指定となった（所沢市議会平成30年（2018年）12月（第4回）定例会第1日（12月3日）の議案第133号「所沢市指定金融機関の指定の変更について」の会計管理者による議案説明）。
74. ↑  富士市指定金融機関に関する条例（昭和41年11月1日条例第41号）第2条第1項。
75. ↑  茨木市は、1964年の制度発足以降、西暦の偶数年度に三菱UFJ銀行（旧・三和銀行）を、奇数年度にりそな銀行（旧・大和銀行）を指定していたが、三菱UFJ銀行が2020年度（令和2年度）の指定を辞退したため、2020年度以降の指定金融機関として、公募プロポーザル方式により改めて三井住友銀行（旧・住友銀行）とりそな銀行の2行を指定した（茨木市議会令和2年第2回定例会第1日（2020年3月3日）議事録23頁の会計管理者による議案第20号「金融機関の指定について」の補足説明）。
76. ↑  宝塚市は、2009年（平成21年）7月にそれまでの三菱東京UFJ銀行・三井住友銀行に加えて池田銀行を指定し（宝塚市議会2008年（平成20年）第4回定例会で議決）、3行による輪番制としていたが、三菱UFJ銀行が2019年（令和元年）7月からの指定を辞退したため、以降は2行輪番制となった（宝塚市議会2020年（令和2年）第6回定例会第4日（12月9日）の市長答弁による）。